# Utrecht University School of Economics
L'Utrecht University School of Economics (USE) est le département d'Économie de l'Université d'Utrecht, aux Pays-Bas.
Le département est subdivisé en trois instituts distincts :
- L'Undergraduate School of Economics qui offre des programmes dans le cadre de l'obtention d'un bachelor.
- La Graduate School of Economics qui offre des programmes dans le cadre de l'obtention d'un master.
- Le Tjalling C. Koopmans Research Institute (TKI) qui est consacré à la Recherche et supervise des programmes de master de recherche approfondie (Mphil).

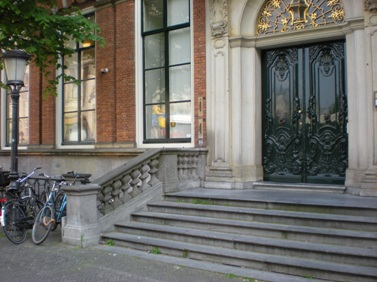
USE (Place de Janskerkhof)

A l’exception des deux collèges internationaux de l’université (University College et Roosevelt Academy), la particularité de l’USE est d’être jusqu’à présent le seul département de l’Université d'Utrecht à offrir un programme de premier cycle (bachelor) entièrement en Anglais, ce qui conforte son statut international. En outre, les chaires du département sont responsables de l’enseignement de leurs disciplines respectives comme de la Recherche.
Enfin, l'organisation étudiante ECU’92 représente non seulement les étudiants au sein du département et de l’université mais supervise également l’organisation de conférences et de bourses à l'emploi. Bien que l’ECU’92 soit une organisation étudiante, elle frappe déjà par son professionnalisme. À ce titre, les conférences invitent souvent des personnalités politiques de premier plan comme des PDG de grandes entreprises. Les bourses à l'emploi rassemblent chaque année des dizaines d’entreprises néerlandaises. Enfin, l’ECU’92 édite le mensuel The Ecunomist, dont le nom est un clin d'œil au magazine hebdomadaire britannique The Economist.